# 정평군
정평군(定平郡)은 함경남도 남부에 위치한 군이다.

## 지리
북쪽은 함주군, 서쪽은 요덕군, 남쪽은 금야군으로 둘러싸여 있다. 동쪽으로는 동해에 면한다.
북서쪽은 평안남도와의 경계이며 낭림산맥이 지난다. 낭림산맥에서 뻗어나온 노란봉이 해발 1,734m로 가장 높다. 동남쪽 평야 지대를 제외하면 대체로 산지가 많은 지형이다.
대륙성 기후로서 겨울이 매우 추운 편이다. 그러나 낭림산맥이 북서풍을 막아주어, 위도에 비해서는 상대적으로 따뜻한 편이다.

## 역사
| Daedongyeojido (Gyujanggak) 07-03.jpg | Daedongyeojido (Gyujanggak) 07-02.jpg |
| Daedongyeojido (Gyujanggak) 08-02.jpg | Daedongyeojido (Gyujanggak) 08-01.jpg |

옛날에는 고구려, 그 다음에는 여진의 영역이었다. 여진과 고려와의 사이에 쟁탈전이 벌어졌고 983년에는 고려에 의해서 천정만호부가 놓여져 있다. 1041년에는 성곽과 관문이 축성되고 정주(定州)로 개칭하고 방어사가 놓여져 원흥(元興)·선덕(宣德)과 함께 방위의 요충지가 되었으며 천리장성의 일부를 구성했다. 그 후 몽골 제국의 지배하에 들어가지만 1356년에 공민왕이 고려의 지배를 회복해 도호부를 두었다. 조선 때에는 함경도에 속하였지만 태종은 평안도의 정주와 구별하기 위해서 이 땅을 정평(定平)이라고 개칭했다. 1895년에 정평군이 되었다.
1941년 4월 1일 선덕면을 함주군에 편입하였다.
| 조선총독부령 제84호 |             |
| 구 행정구역         | 신 행정구역 |
| 정평군 선덕면       | 함주군 일부 |
1952년 시점에 정평군은 5면 216리로 구성되어 있었다.
1952년 12월에 행해진 북조선의 행정구역 재편에 의해 신상군을 분할했고, 정평군 정평면·주이면·고산면, 광덕면의 일부, 함주군의 일부를 합친 새로운 정평군(1읍 27리)을 구성했다. 이때 선덕면 지역이 함주군에서 신상군으로 편입되었다.
1974년 1월에는 신상군을 폐지하고 다시 정평군에 통합했다.

## 산업
함흥평야의 연장인 군의 동남부 정평평야를 중심으로 벼농사가 이루어진다. 소규모의 과수원과 동해안의 어업, 광공업도 행해진다.

## 행정 구역
1읍 2구 42리로 구성된다.
- 정평읍 定平邑
- 신상로동자구 新上勞動者區
- 용흥로동자구 用興勞動者區
- 구창리 舊倉里
- 고양리 高陽里
- 태양리 太陽里
- 독산리 獨山里
- 다호리 多湖里
- 봉대리 鳳擡里
- 호남리 湖南里
- 구읍리 舊邑里
- 향동리 香洞里
- 장흥리 長興里
- 신천리 新川里
- 률성리 栗城里
- 장천리 長川里
- 장동리 長洞里
- 문창리 文昌里
- 부평리 富坪里
- 서경리 西京里
- 호중리 湖中里
- 남창리 南昌里
- 창신리 倉新里
- 선덕리 宣德里
- 동호리 東湖里
- 삼도리 三島里
- 화동리 禾洞里
- 복흥리 復興里
- 조양리 朝陽里
- 하남리 河南里
- 동하리 東下里
- 신평리 新坪里
- 내동리 內洞里
- 문흥리 文興里
- 문봉리 文峰里
- 동천리 東川里
- 풍양리 豊陽里
- 관평리 館坪里
- 중평리 仲坪里
- 사수리 泗洙里
- 초원리 草原里
- 광흥리 光興里
- 신풍리 新豊里
- 신성리 新成里

## 교통
- 평라선
- 선덕비행장

## 같이 보기
- 조선민주주의인민공화국의 지리
- 조선민주주의인민공화국의 행정 구역